# Межда
Межда е село в Югоизточна България. То се намира в община Тунджа, област Ямбол.

## География
Селото е разположено на около 30 км от Ямбол.

## История
Старото име на селото е Гюбел.

## Културни и природни забележителности
В това приказно село през лятото се снима френско-белгийският филм „Дом“ с участието на Изабел Юпер, който осигурява доходите на много от хората в околността.